# Керівничий комітет Одеси
Керівничий комітет Одеси (Одеський український керовничий комітет) — громадська організація, керівний орган українського руху в Одесі. Утворений на зборах українців Одеси 4 березня 1917 з представників українських політичних партій, товариств, громадських організацій молоді, військовослужбовців тощо. Голова — С.Шелухин.
Український керовничий комітет займався агітаційно-просвітницькою діяльністю, організацією українського руху, зокрема у військових частинах. Комітет видав до 100 тис. відозв українською мовою, розпочав видання тижневика «Українське слово», перше число якого склало 7 тис. примірників. Члени комітету брали участь у Всеукраїнському національному конгресі (6—8 квітня 1917), були організаторами Херсонського губернського українського з'їзду 29—30 червня 1917.
На червень 1917 комітет виконав свої функції організатора і пропагандиста. 21 червня 1917 представник Одеської української громади В.Чехівський на 5-й сесії Української Центральної Ради доповідав про реорганізацію українського керовничого комітету.